# E.T. the Extra-Terrestrial (альбом)
E. T. the Extra-Terrestrial — аудиокнига к одноимённому блокбастеру 1982 года режиссёра Стивена Спилберга. Сочиненный Джоном Уильямсом, альбом был рассказан американским звукозаписывающим художником Майклом Джексоном, спродюсирован композитором Куинси Джонсом и распространен лейблом MCA Records. Над созданием аудиокниги работали Джон Уильямс и Майкл Джексон, а также Род Темпертон, Фредди Деманн и Брюс Сведен.
Аудиокнига E. T. the Extra-Terrestrial была выпущена компанией MCA 7 ноября 1982 года — в том же месяце, что и нашумевший шестой студийный альбом Майкла Джексона Thriller, несмотря на условия Epic Records, звукозаписывающего лейбла Джексона, что она не должна быть выпущена до окончания Thriller. В результате Epic подала в суд на MCA, что вынудило её отозвать альбом. Во время своего сокращенного выпуска E. T. the Extra-Terrestrial достиг 37-го места в Billboard 200 и 82-го места в Британском чарте альбомов. Она была хорошо принята критиками и принесла Джексону премию «Грэмми» за лучшую детскую запись.

## Контент
Альбомный пакет содержит сборник рассказов, который позволяет слушателям читать вместе с Джексоном, когда он рассказывает историю об инопланетянине и его визите на планету Земля. Книга содержит фотографию Е. Т., кладущего руки на плечи Джексона, в то время как один из пальцев инопланетянина светится. Эта фотография входит в комплект альбома в виде полноцветного плаката размером 22 дюйма (56 см) × 22 дюйма (56 см). 20-страничный сборник рассказов включает кадры из фильма и текст песни «Someone in the Dark» (написанной Аланом и Мэрилин Бергман), которую Джексон поет в аудиокниге. Запись на 12-дюймовой виниловой пластинке включает оригинальную музыку Джона Уильямса, интегрированные звуковые эффекты из фильма, а также голос Е. Т. на заднем плане.

## Предыстория
До записи альбома E. T. the Extra-Terrestrial Джексон выпустил четыре сольных студийных альбома с Motown Records в период с 1972 по 1975 год (Got to Be There, Ben, Music & Me и Forever, Michael), а также несколько со своими братьями в составе Jackson 5. В 1975 году он и его братья (кроме Джермейна) перешли на Epic Records, а в 1979 году Майкл выпустил свой пятый сольный альбом Off the Wall, который имел критический и коммерческий успех.
В июне 1982 года в кинотеатрах вышел научно-фантастический фильм Стивена Спилберга «Инопланетянин». Созданный компанией Amblin Entertainment и распространяемый компанией Universal Pictures (в то время дочерней компанией MCA Inc.), он снял Генри Томаса, Ди Уоллеса, Роберта Макнотона, Дрю Бэрримора и Питера Койота. Фильм рассказывает историю Эллиота, мальчика, который дружит с добродушным инопланетянином по имени Е. Т., который застрял на Земле. После своего выхода фильм стал блокбастером и превзошел «Звездные войны», став самым кассовым фильмом, выпущенным на тот момент. Критики хвалили его как вневременную историю дружбы, а Американский институт киноискусства считает его третьим величайшим научно-фантастическим фильмом, когда-либо произведенным в Соединенных Штатах.

## Запись
Джексон начал работу над аудиокнигой E. T. the Extra-Terrestrial в июне 1982 года, примерно в то же время он начал записывать свой шестой студийный альбом Thriller. Куинси Джонс был продюсером обоих проектов, а также автором рассказа для аудиокниги. Во время записи повествования Джексон так расстроился, когда Е. Т. умер, что заплакал. Джонс и Спилберг оба чувствовали, что попытка записать эту роль снова не изменит эмоциональной реакции поп-звезды, и решили оставить плач Джексона в готовой записи. Элизавета Кэмпбелл писала, что Джонс узнал об этом во время записи песни «She’s Out of My Life» (из альбома Off the Wall), где певица также разрыдалась.
Несколько участников альбома в прошлом работали с Джексоном над его сольными проектами. Род Темпертон, написавший несколько песен, вошедших в «Off the Wall» и «Thriller», написал музыку к «Someone in the Dark». Фредди Деманн и Рон Вайснер, бывшие менеджеры The Jackson 5, служили координаторами производства альбома. Брюс Сведен спроектировал инопланетянина Е. Т., задачу, которую он выполнил на Off the Wall и Thriller и будет продолжать выполнять для следующих альбомов Джексона. Дик Зиммерман сфотографировал Джексона для обложки альбома Thriller, прежде чем снова запечатлеть певца для плаката к альбому E. T. the Extra-Terrestrial.
После того, как запись и инженерные аспекты производства были завершены, MCA Records (дистрибьютор альбома) выпустила более миллиона копий аудиокниги. В 1982 году журналист Billboard написал, что это был один из «самых амбициозных» проектов, которые MCA Records предпринимала.

## Отношения Майкла к инопланетянину Е.Т
Согласно биографии Michael Jackson: The Magic and the Madness, написанная журналистом Дж. Рэнди Тараборрелли, поп-певец проявил раннюю привязанность к истории Е.Т. после рекламной фотосессии для альбома саундтреков, в которой аниматронный робот внеземного характера обнимал Джексона, певец с удивлением заявил:
«Он был настолько реален, что я даже разговаривал с ним. Я поцеловал его перед уходом. На следующий день я скучал по нему».
Позже Джексон рассказал об этом в декабрьском номере журнала Ebony Magazine в 1982 году, что появившись на обложке, он почувствовал, что на самом деле был существом во время записи альбома, и поделился своими мыслями о том, почему у него была такая сильная связь с персонажем:
Он находится в странном месте и хочет, чтобы его приняли. В такой ситуации я оказывался много раз, путешествуя из города в город по всему миру. Он очень хорошо ладит с детьми, а я очень люблю детей. Он дает любовь и хочет любви взамен, то есть меня. И у него есть та сверхспособность, которая позволяет ему взлетать и летать всякий раз, когда он хочет уйти от вещей на Земле, и я могу отождествить себя с этим. Он и я во многом похожи.

## Релиз и проблемы
Epic Records позволила Джексону записать альбом на двух условиях:
1. MCA Records должна была выпустить E. T. the Extra-Terrestrial только после Рождества 1982 года. (Это было сделано для того, чтобы аудиокнига не конкурировала с новым альбомом Джексона)
2. Песня «Someone in the Dark» не должна была быть выпущена как сингл.[1]

MCA Records нарушила оба условия, выпустив сборник рассказов в ноябре 1982 года и раздав 7-дюймовые промо-копии «Someone in the Dark» радиостанциям. После того как Epic подала иск на 2 миллиона долларов, MCA Records была вынуждена отозвать альбом и запретила выпускать «Someone in the Dark» в качестве сингла. Руководители Epic считали, что MCA вводит в заблуждение общественность, заставляя её поверить в то, что недавно выпущенный сингл «The Girl Is Mine» был включен в альбом. Истцы также потребовали, чтобы MCA Records запретили работать с Джексоном в будущем и чтобы любые другие носители, принадлежащие MCA с участием певца, были запрещены к выпуску.
В результате юридических ограничений, запрещавших публичный выпуск «Someone in the Dark» в качестве сингла, промо-копии, которые были сделаны с тех пор, стали одними из самых редких и востребованных записей певца; некоторые из них были проданы более чем за 1600 долларов. Песня позже была включена в качестве бонус-трека в специальное издание Thriller 2001 года, а также в бокс-сет Michael Jackson: The Ultimate Collection.

## Успех и критика
E. T. the Extra-Terrestrial достиг 82-го места в британском чарте альбомов, что считалось высоким показателем для «Storybook» альбомов. Аудиокнига принесла Джексону премию Грэмми в 1984 году за лучшую запись для детей. Забрав домой рекордные восемь «Грэмми» из беспрецедентных двенадцати номинаций, певец заявил, что из всех наград, полученных в тот вечер, он «больше всего гордится этой».
Альбом также был хорошо принят критиками. Чарльз Л. Сандерс из журнала Ebony Magazine описал его как «экстраординарный альбом». Марк Бего из The Toledo Blade утверждал, что песня «Someone in the Dark» была «одной из самых красивых баллад», которые когда-либо записывал Джексон. Далее он отметил, что объединение постановки Джонса, диалога из фильма, «эффективного и эмоционального» прочтения Джексоном повествования и «грандиозной парящей оркестровки» аудиокниги вызывает столько же слез, сколько и фильм". Автор для Billboard описал аудиокнигу как «щедро упакованную, любовно произведенную» и стоящую своей высокой запрашиваемой цены. Журналист газеты «Lexington Herald-Leader» пришел к выводу, что это был «восхитительный» альбом.

## Список композиций
Данные взяты из Discogs.

###### Сторона 1
| №  | Название                           | Длительность |
| -- | ---------------------------------- | ------------ |
| 1. | «Someone in the Dark (Вступление)» | 4:30         |
| 2. | «Landing»                          | 3:24         |
| 3. | «Alone»                            | 3:50         |
| 4. | «Discovery»                        | 2:13         |
| 5. | «School»                           | 2:26         |

###### Сторона 2
| №  | Название                           | Длительность |
| -- | ---------------------------------- | ------------ |
| 1. | «Home»                             | 2:17         |
| 2. | «Intrusion»                        | 3:39         |
| 3. | «E.T. Phone Home»                  | 3:01         |
| 4. | «Chase»                            | 3:18         |
| 5. | «Good-Bye»                         | 4:45         |
| 6. | «Someone in the Dark (Завершение)» | 3:04         |